# 卢敖
卢敖（?—?），世称卢生，秦朝方士，燕国人，一说齐国人。官至博士。據說修煉方術而成仙，漢朝時為了紀念卢敖，設置了盧氏縣，在今日河南省。

## 簡介
秦始皇派徐福出海求仙人，前215年，派卢生求羨門、高誓。
卢生后来后，上图书“亡秦者胡”，秦始皇派蒙恬出击匈奴。前212年，在卢生的鼓动下，秦始皇自称真人，不再称朕，有人透露皇帝行踪都被处死。
韓的方士侯生对卢生说秦始皇大权独揽、刚愎自用，不能为他求仙药。两人逃亡。秦始皇认为自己厚待卢生，卢生还诽谤自己，命令告发诽谤皇帝的博士诸生：“吾前收天下书不中用者尽去之。悉召文学方术士甚众，欲以兴太平，方士欲练以求奇药。今闻韩众去不报，徐市等费以巨万计，终不得药，徒奸利相告日闻。卢生等吾尊赐之甚厚，今乃诽谤我，以重吾不德也。诸生在咸阳者，吾使人廉问，或为訞言以乱黔首。”被告发的士人全部被坑杀，就是坑儒事件。
据《史记集说》记载，山东诸城有卢山卢敖洞，卢生在此避祸。